# Анна Боден і Раян Флек
Анна Боден (англ. Anna Boden; 1979) і Раян К. Флек (англ. Ryan K. Fleck; 20 вересня 1976) — американські режисери, сценаристи і монтажери, більше відомі своєю співпрацею над фільмами «Напів-Нельсон», «Цукор», «Це дуже цікава історія», «Прогулянка по Міссісіпі» і «Капітан Марвел».

## Раннє життя
Флек народився в Берклі, Каліфорнія, і виріс в Окленді, полюбляючи дивитися такі класичні фільми, як «Іншопланетянин» та «Назад у майбутнє».
Боден почала дивитися фільми з рейтингом R, такі як «Залишся зі мною», в ранньому віці. Флек відвідував Школу мистецтв Тіш в Нью-Йоркському університеті, де він навчався. В одних джерелах сказано, що Боден вчилася в тому ж закладі, однак інші джерела вказують на те, що вона відвідувала Колумбійський університет. Двоє зустрілися на зйомках студентського фільму, де їх зблизив спільний інтерес до робіт Роберта Альтмана і, після того, як Флек закінчив короткометражний фільм «Боротьба» для дисертації, вони вирішили співпрацювати.

## Кар'єра
Разом вони зняли короткі документальні фільми «Чи ви бачили цю людину?» і «Молоді повстанці», перш ніж дует написав, тоді як Флек зняв короткометражний фільм «Гованус, Бруклін», спрямований на залучення потенційних інвесторів для їхнього необробленого сценарію «Напів-Нельсон».
«Гованус, Бруклін» отримав приз на кінофестивалі «Санденс» у 2004, і Боден та Флек були запрошені до Письменницької лабораторії «Санденс», щоб отримати професійні відгуки стосовно сценарію «Напів-Нельсона». Фільм не мав належного фінансування протягом багатьох років, і, намагаючись якось зрушити проєкт с місця, Флек пояснює: «Ми мали достатньо часу, щоб продовжувати писати й переписувати [сценарій]. Я думаю, що час був цінним, адже ми зробили його настільки добре, як могли».
Попри зусилля, спрямовані на створення найкращого сценарію до початку зйомок, Флек заохочував акторів імпровізувати, хоча він і головний актор Раян Гослінг пішли на компроміс в багатьох сценах під час репетицій, тому що Флек гадав, що ідеї Гослінга в деяких випадках занадто відрізнялися від сценарію. Флек також мав кілька розбіжностей з Боден під час написання сценарію; хоча, він ствердив, що їх система переписування взаємної роботи завжди добре спрацьовувала. «Напів-Нельсон» отримав позитивні відгуки критиків, а Гослінг був номінований на премію «Оскар» за найкращу чоловічу роль у 2006.
У 2008, Боден і Флек разом написала і зняли фільм «Цукор» про 19-річного домініканця, який емігрував до Сполучених Штатів, щоб грати в нижчій бейсбольній лізі. Дует написав сценарію після того, як провели дослідження про багатьох домініканських емігрантів, які прибувають в США з метою грати в містах нижчої ліги, кажучи: «Історії, які ми почули, були настільки захопливими, що ми почали писати, перш ніж ми навіть вирішили, що це буде нашим наступним проєктом». Вони також співпрацювали над адаптацією новели Неда Віззіні «Це дуже цікава історія».
У 2012, дует розпочав роботу над фільмом про азартні ігри «Прогулянка по Міссісіпі». Ідея фільму прийшла, коли вони відвідали річкове казино в Айові. До цього моменту їхньої кар'єри, Боден і Флек повністю стали повністю відданими один одному: «У перші дні нашого партнерства нам довелося орієнтуватися в багатьох питаннях, що стосуються довіри та его. Тепер, це питання практично повністю відсутнє. Маючи творчого партнера, якому ви цілком можете довіряти є чудовим активом».
У квітні 2017, Боден і Флек були найняті для зйомок фільму Marvel Studios «Капітан Марвел». До цього, студія розглядала їх як режисерів «Вартових галактики». Продюсер Кевін Файгі сказав про них: «Ми зустрічалися з безліччю людей… і Анна та Раян просто дивовижно розповідали про Керол Денверс і її подорож… ми хочемо таких кінематографістів, які можуть допомогти нам зосередити увагу і поліпшити подорож персонажа, так щоб вона не загубилася серед видовища».

## Особисте життя
Боден і Флек мешкають в Брукліні, Нью-Йорк. Боден була вагітна під час випуску фільму «Прогулянка по Міссісіпі».

## Фільмографія

### Фільми
| Рік  | Фільм                   | Режисер(и) | Сценарист(и) | Продюсер(и) | Монтажер(и) | Примітки |
| ---- | ----------------------- | ---------- | ------------ | ----------- | ----------- | --- |
| 2000 | На віллі                | Ні         | Ні           | Ні          | Ні          | Раян Флек зазначений у титрах як асистент постпродукції                                                     |
| 2005 | М'яке крісло            | Ні         | Ні           | Ні          | Ні          | Висловлена подяка в титрах                                                                                  |
| 2006 | Напів-Нельсон           | Раян Флек  | Так          | Анна Боден  | Анна Боден  | Анна Боден виступила співпродюсером з Джеймі Патріфф, Алексом Орловським, Лінетт Хоуел і Росандою Коренберг |
| 2008 | Пакетоголовий           | Ні         | Ні           | Ні          | Ні          | Висловлена подяка в титрах                                                                                  |
| 2008 | Цукор                   | Так        | Так          | Анна Боден  | Анна Боден  | Режисерський дебют дуету; Анна Боден зазначена в титрах як виконавчий продюсер                              |
| 2009 | Діти винаходу           | Ні         | Ні           | Ні          | Анна Боден  | |
| 2010 | Це дуже цікава історія  | Так        | Так          | Ні          | Анна Боден  | |
| 2013 | Погляд зими             | Ні         | Ні           | Ні          | Ні          | Висловлена подяка в титрах                                                                                  |
| 2014 | Алекс із Венеції        | Ні         | Ні           | Ні          | Ні          | Висловлена подяка в титрах                                                                                  |
| 2015 | Прогулянка по Міссісіпі | Так        | Так          | Ні          | Анна Боден  | |
| 2016 | Місячне сяйво           | Ні         | Ні           | Ні          | Ні          | Висловлена подяка в титрах                                                                                  |
| 2019 | Капітан Марвел          | Так        | Так          | Ні          | Ні          | Постпродукція Співсценаристи з Мег Лефов, Ніколь Перлман, Женевою Робертсон-Дворет, Ліз Флаве і Карлі Менш  |

### Телебачення
| Рік       | Серіал               | Режисер(и) | Продюсер(и) | Примітки                                                                                  |
| --------- | -------------------- | ---------- | ----------- | ----------------------------------------------------------------------------------------- |
| 2009      | Пацієнти             | Раян Флек  | Ні          | 7 епізодів                                                                                |
| 2011      | Невиліковне Це       | Так        | Ні          | 2 епізоди                                                                                 |
| 2014      | 30 подій за 30 років | Раян Флек  | Анна Боден  | Епізод: «The Day the Series Stopped» Анна Боден зазначена в титрах як виконавчий продюсер |
| 2014–2015 | В пошуку             | Раян Флек  | Ні          | 3 епізоди                                                                                 |
| 2014–2015 | Коханці (серіал)     | Так        | Ні          | 4 епізоди                                                                                 |
| 2016–2017 | Мільярди             | Так        | Ні          | 3 епізоди                                                                                 |
| 2017      | Кімната 104          | Так        | Ні          | Епізод: «Red Tent» обидва були сценаристами                                               |